# McKay (Familienname)
McKay oder Mc Kay ist ein englischer Familienname.

## Herkunft und Bedeutung
McKay ist die anglisierte Form des gälischen Familiennamens Mac Aodha und bedeutet Sohn des Aodh.

## Namensträger

### A
- Adam McKay (* 1968), US-amerikanischer Drehbuchautor, Filmproduzent und Filmregisseur
- Ailsa McKay (1963–2014), schottische feministische Ökonomin
- Al McKay (* 1948), US-amerikanischer R&B-, Soul- und Funk-Gitarrist
- Alexander McKay (1841–1917), schottisch-neuseeländischer Geologe und Mineraloge
- Allen McKay (* 1927), britischer Politiker
- Antonio McKay (* 1964), US-amerikanischer Leichtathlet

### B
- Barrie McKay (* 1994), schottischer Fußballspieler
- Bill McKay (1921–1997), irischer Rugby-Union-Spieler
- Billy McKay (* 1988), nordirischer Fußballspieler
- Bob McKay (* 1947), US-amerikanischer Footballspieler
- Bobby McKay (1900–1977), schottischer Fußballspieler und -trainer

### C
- Chris McKay (Astrophysiker) (Christopher P. McKay), US-amerikanischer Planetenwissenschaftler
- Chris McKay (Regisseur) (Christopher McKay; * 1973), US-amerikanischer Animator, Fernseh- und Filmregisseur und Produzent
- Christian McKay (* 1973), britischer Schauspieler
- Claude McKay (1889–1948), jamaikanischer Autor
- Cody McKay (* 1974), US-amerikanischer Baseballspieler
- Corey McKay, US-amerikanischer Rapper, siehe Cormega
- Craig McKay, US-amerikanischer Filmeditor

### D
- Daithí McKay (* 1982), nordirischer Politiker
- Dave McKay (* 1950), US-amerikanischer Baseballspieler
- David McKay (* 1960), kanadischer Ringer
- David O. McKay (1873–1970), US-amerikanischer Präsident der Kirche Jesu Christi der Heiligen der Letzten Tage
- Delsey McKay (1924–2004), US-amerikanische Sängerin, Pianistin und Songwriterin
- Derek McKay (1948–2004), schottischer Fußballspieler
- Donald McKay (Schiffbauer) (1810–1880), kanadisch-amerikanischer Schiffbauer
- Donald McKay (Politiker) (1908–1988), neuseeländischer Politiker
- Douglas McKay (1893–1959), US-amerikanischer Politiker

### E
- Ernie McKay (1896–1995), irischer Fußballspieler

### F
- Freddie McKay (1947–1987), jamaikanischer Sänger
- Frederick Sumner McKay  (1874–1959), US-amerikanischer Zahnarzt

### G
- George Frederick McKay (1899–1970), US-amerikanischer Komponist

### H
- Heather McKay (* 1941), australische Squashspielerin
- Henry D. McKay (1899–1980), US-amerikanischer Soziologe und Kriminologe
- Hilary McKay (* 1959), britische Autorin

### J
- James Iver McKay (1793–1853), US-amerikanischer Politiker
- James Wilson McKay (1912–1992), schottischer Politiker, Bürgermeister von Edinburgh
- James C. McKay (1894–1971), US-amerikanischer Filmeditor und Regisseur
- Jessie McKay (* 1989), australische Wrestlerin
- Jim McKay (1921–2008), US-amerikanischer Sportreporter und Fernsehmoderator
- John McKay (Fußballspieler) (1899–1970), schottischer Fußballspieler
- John McKay (Footballtrainer) (1923–2001), US-amerikanischer American-Football-Trainer
- John McKay (Mathematiker) (1939–2022), britischer Mathematiker
- John B. McKay (1922–1975), US-amerikanischer Testpilot

### K
- K. Gunn McKay (1925–2000), US-amerikanischer Politiker
- Kevin McKay (* 1969), britischer Mittelstreckenläufer
- Kim McKay (* 1959), australische Umweltschützerin, Autorin, Unternehmerin und Geschäftsfrau
- Kirsty McKay, britische Schriftstellerin

### L
- Les McKay (1917–1981), australischer Wasserballspieler

### M
- Mahara McKay (* 1981), Schweizer Schönheitskönigin, Miss Schweiz, Model, DJ und Produzentin
- Margaret McKay (1911–1996), britische Politikerin
- Martin McKay (1937–2007), irischer Radrennfahrer
- Matt McKay (* 1983), australischer Fußballspieler
- Matthew McKay (1858–1937), kanadischer Politiker
- Mike McKay (Ruderer) (Michael Scott  McKay; * 1964), australischer Ruderer
- Mike McKay (Basketballspieler) (Michael George McKay; * 1965), australischer Basketballspieler
- Mike McKay (Ruderer) (Michael Scott  McKay; * 1964), australischer Ruderer
- Mike McKay (Basketballspieler) (Michael George McKay; * 1965), australischer Basketballspieler

### N
- Nellie McKay (Literaturwissenschaftlerin) (1930–2006), US-amerikanische Literaturwissenschaftlerin
- Nellie McKay (Sängerin) (* 1982), US-amerikanische Sängerin und Schauspielerin
- Nicole McKay (* 1979), kanadische Schauspielerin

### P
- Pat McKay (* 1957), schottischer Karateka
- Peter McKay (1925–2000), schottischer Fußballspieler

### R
- Randy McKay (* 1967), kanadischer Eishockeyspieler
- Ray McKay (* 1946), kanadischer Eishockeyspieler
- Ron McKay (um 1929–2013), britischer Jazzmusiker
- Ronald D. G. McKay, britischer Molekularbiologe und Stammzellforscher
- Roy McKay (1933–1995), kanadischer Baseballspieler

### S
- Scott McKay (Politiker) (* 1960), kanadischer Politiker
- Scott McKay (Schauspieler) (1915–1987), US-amerikanischer Schauspieler
- Scott McKay (Eishockeyspieler) (* 1972), kanadischer Eishockeyspieler
- Shakeem Mc Kay (* 2003), Sprinter aus Trinidad und Tobago
- Stuart McKay (um 1915–nach 1955), US-amerikanischer Jazzmusiker

### T
- Tom McKay (1900–??), kanadischer Mittelstreckenläufer